# Chiesa di San Gimignano (Arezzo)
La chiesa di San Gimignano è un edificio sacro di Arezzo.

## Storia e descrizione
La chiesa, di origine altomedievale, fu ricostruita in epoca romanica ed è documentata per la prima volta nel 1030. Tracce dell'antica struttura romanica si riconoscono nella base esterna dell'abside. Al 1220 risalgono le campane, documento di un ulteriore rifacimento duecentesco della chiesa, oggi alterato completamente. All'interno sono conservate due tele tratte da prototipi di Luca Giordano e raffiguranti Cristo tra i dottori e la Cacciata dei mercanti dal tempio.